# Деревецьке
Дереве́цьке — село в Україні, в Осипенківській сільській громаді Бердянського району Запорізької області. Населення становить 75 осіб.

## Географія
Село Деревецьке розташоване за 226 км від обласного центру та 44 км від районного центру, в балці Кам'яниста. Сусідні населені пункти:  селище Бердянське (2,5 км) та село Червоне Поле (3 км). Селом тече  пересихаючий струмок.

## Відомі особи
Уродженці села:
- Кожухов Анатолій Дмитрович (1927—1999) — український графік.
- Кулик Олександр Павлович (1907—1945) — Герой Радянського Союзу.